# フッガーライ

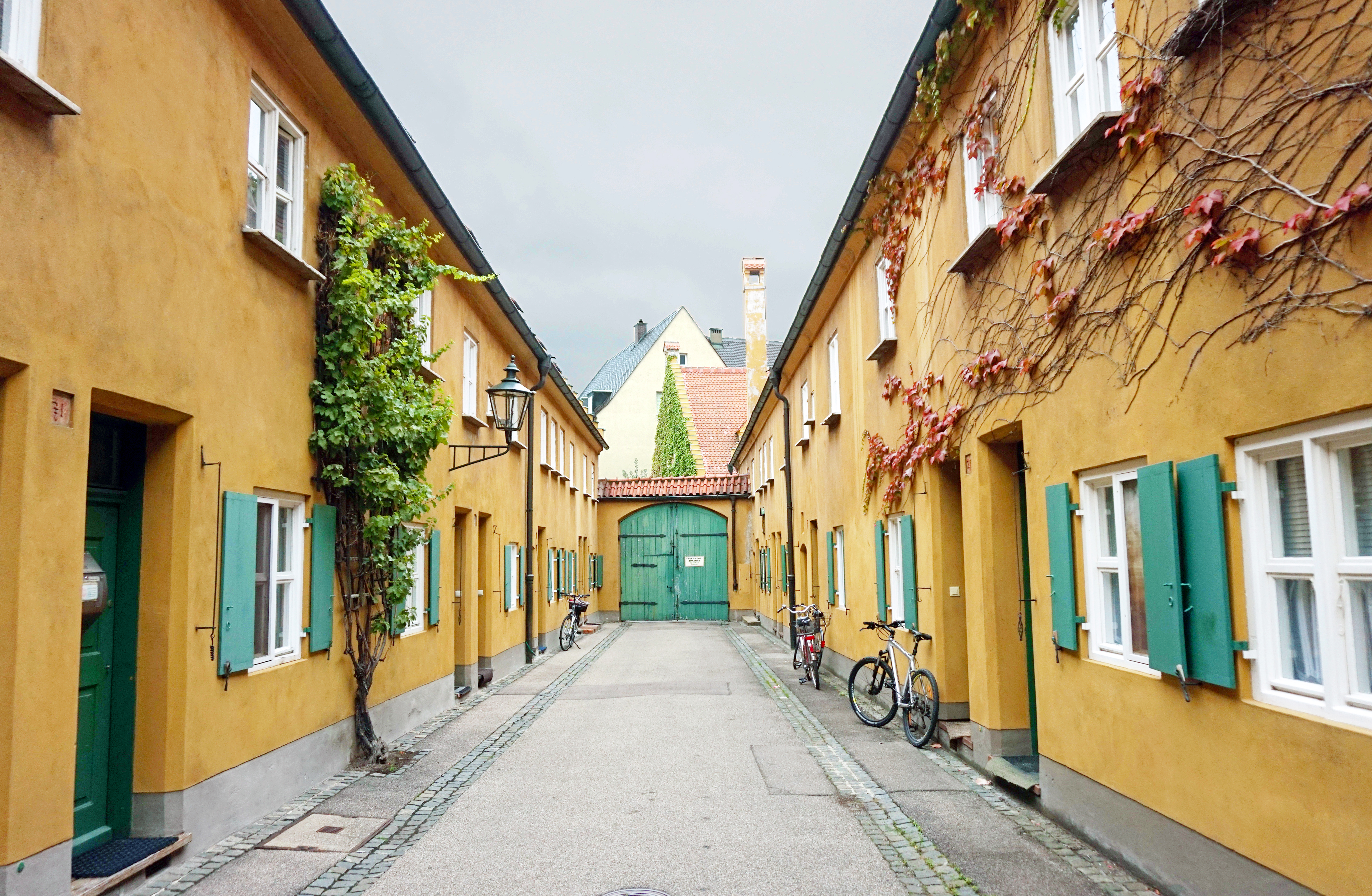

フッガーライ (Fuggerei) は、16世紀のドイツの都市アウクスブルクに設置された低所得者のための集合住宅である。フッガー家によって建設されたためこの名がある。世界最初期の計画的集合住宅として知られる。フッゲライと表記されることが多い。

## 概要
フッガーライは当時ヨーロッパ有数の富豪であったフッガー家の人物で、富者ヤーコプことヤーコプ・フッガーによって建てられ、当初は｢貧者の家｣と称していた。ヤーコプはフッガーライ財団をつくって土地建物を寄付し、財団によってフッガーライは管理運営された。1514年から土地の購入と建設が始まり、1521年ごろには一応の完成をみた。財団の設立がこの年の8月23日なのでフッガーライもこの日に完成とすることが多いが、五月雨式に住宅の建設が進められていたので、はっきりした区切りはない。
入居対象者はアウクスブルク出身者か、そうでない場合でもアウクスブルクの何らかの共同体から身内として認められている人間で、敬虔なカトリックであり、勤勉であるにもかかわらず貧しい、家族持ちか寡婦とされた。一般に貧しい職人もしくは日雇いの者が入居した。
フッガーライの家賃は1年に1ライングルデン(en)納めればよく、ほかには創設者のために祈りを捧げることが義務とされた。
フッガーライの住宅は、各階に1世帯が入る2階建ての住居が5、6つ連続して建てられて1つの長い住宅棟を構成し、その住宅棟が集まって、いくつかの通りをもつ団地を構成する。夜間には閉まる複数の門で囲まれ、長い歴史の間に教会、水道、学校、病院が順次設けられてフッガーライそれ自体が小さな町のようになった。また住宅の追加も少しずつ行われており、20世紀に入ってから建てられた家もある。
三十年戦争でフッガーライは、アウクスブルクがスウェーデン軍の占領を受けたために住人が追い出されてしばらく兵舎として使われた。第二次世界大戦ではアウクスブルクは爆撃を受けて住居の半分が全壊し、損壊無数という被害を受けた。
現在のフッガーライはアウクスブルクの歴史文化財として観光客を集めているが、同時に、現役の福祉住宅地でもあり、多数の住人がいる。家賃は創設時と同じ1ライングルデンで、これは現在の貨幣では0.88ユーロとなり、もはや形式的なものになっている。運営は、現在も貴族として続くフッガー家の子孫3家（バーベンハウゼン家、グレト家、キルヒベルク家）がそれぞれ代表を出した一族長老会（フッガー財団）により行われている。

## 参照
- 「フッガーライ見学」『ソトコト』2013年10月号